# Latmin
Latmin (tiếng Ả Rập: لطمين) là một ngôi làng Syria nằm trong phó huyện Kafr Zita của huyện Mahardah ở Tỉnh Hama. Theo Cục Thống kê Trung ương Syria (CBS), Latmin có dân số 1.113 trong cuộc điều tra dân số năm 2004.

## Lịch sử
Nhà địa lý học Hồi giáo thời trung cổ al-Yaqubi đề cập đến một ngôi làng tên al-Atmim là một phần của Jund Hims (quân khu của Homs) trong thế kỷ thứ 9. Ngôi làng này tương ứng với gò nhân tạo của Tell Latmin. Thập tự quân đã chiếm được nó vào đầu thế kỷ 11. Tuy nhiên, sau chiến thắng quyết định của một liên minh Hồi giáo tại Trận Harran vào tháng 5 năm 1104, Latmin đã được khôi phục lại quyền kiểm soát của người Hồi giáo, rơi xuống vương quốc Ridwan của Aleppo. Quân đồn trú trong làng chạy trốn trở lại Công quốc Antioch, đã trải qua một sự mất mát lãnh thổ nghiêm trọng ở khu vực nội địa phía tây bắc Syria sau trận chiến. Các lực lượng Thập tự quân của Công quốc đã chiếm lại ngôi làng khi lực lượng của Ridwan bị đánh bại trong Trận Tell Aghdi vào tháng 4 năm 1105. Vào những năm 1220, dưới thời cai trị của Ayyubid, nhà địa lý người Syria Yaqut al-Hamawi đã lưu ý rằng Latmin là "một quận có pháo đài trong đó", thuộc tỉnh Hims.